# 村上幸子 (フリーアナウンサー)
村上 幸子（むらかみ さちこ、6月19日 - ）は、日本の女性フリーアナウンサー、ラジオパーソナリティー。山口県・下関市出身。

## 人物
- フリーランスのアナウンサーとしてRKBラジオのラジオパーソナリティー、イベントの司会などを中心に活躍している。また、台湾に関わる仕事も多い。
- ウサギを飼っている。ネザーランド・ドワーフで名前は「ぴーすけ」。

## 出演
すべてRKBラジオ
- 開店! ウメ子食堂
- 安藤豊 どんどこサタデー
- 門馬良 今日も気分上々など